# Championnat d'Écosse féminin de football 2024-2025
Navigation
Édition précédente Édition suivante
La saison 2024-2025 du Championnat d'Écosse féminin de football (Scottish Women's Premier League) est la vingt-quatrième saison du championnat. Le Celtic Football Club Women, remet sa couronne en jeu. Le Queen's Park Women accède pour la première fois à l'élite écossaise après avoir remporté la SWPL2 la saison précédente.

## Participants
| \| Glasgow : · Glasgow City · Celtic · Partick Thistle · Édimbourg : · Hibernian · Spartans · Heart of Midlothian Édimbourg Glasgow Rangers Dundee United Motherwell Aberdeen Montrose QPW \| Localisation des clubs engagés dans le championnat. |
| Glasgow : · Glasgow City · Celtic · Partick Thistle · Édimbourg : · Hibernian · Spartans · Heart of Midlothian Édimbourg Glasgow Rangers Dundee United Motherwell Aberdeen Montrose QPW                                                           |

Ce tableau présente les douze équipes qualifiées pour disputer le championnat 2024-2025.
| Nom du club                               | Entraîneur    | Date de création | Dernière montée | Stade                                | Capacité | Cl. 2024 |
| ----------------------------------------- | ------------- | ---------------- | --------------- | ------------------------------------ | -------- | -------- |
| Celtic Football Club Women                | Elena Sadiku  | 2007             |                 | Excelsior Stadium                    | 10 101   | 1er      |
| Rangers Women's Football Club             | Jo Potter     | 2008             |                 | Broadwood Stadium (Milngavie)        | 8 086    | 2e       |
| Glasgow City Football Club                | Leanne Ross   | 1998             |                 | Petershill Park                      | 1 000    | 3e       |
| Heart of Midlothian Women Football Club   | Eva Olid      | 2009             | 2020            | Oriam                                | 500      | 4e       |
| Hibernian Ladies Football Club            | Grant Scott   | 1999             |                 | Ainslie Park                         | 3 000    | 5e       |
| Partick Thistle Women's Football Club     | Brian Graham  | 2013             | 2021            | Petershill Park                      |          | 6e       |
| Motherwell Ladies Football Club           | Paul Brownlie | 2014             | 2019            | Ravenscraig Regional Sports Facility | 1 000    | 7e       |
| Aberdeen Football Club Women              | vacant        | 2011             | 2021            | Cormack Park                         |          | 8e       |
| Montrose Women's Football Club            | Craig Feroz   | 2016             | 2023            | Links Park                           | 4 936    | 9e       |
| Spartans Football Club Women's and Girl's | Jack Beesley  | 1985             | 2004            | Ainslie Park                         | 3 000    | 10e      |
| Dundee United Women's Football Club       | Suzy Shepherd | 2015             | 2022            | Foundation Park                      | 225      | 11e      |
| Queen's Park Women                        | Craig Joyce   | 1999             | 2024            | New Tinto Park                       | 1000     | 1re D2   |

## Compétition

### Moments forts de la saison
| Rang | Équipe                    | Pts | J  | G  | N | P  | Bp  | Bc  | Diff |
| ---- | ------------------------- | --- | -- | -- | - | -- | --- | --- | ---- |
| 1    | Hibernian Ladies          | 77  | 32 | 24 | 5 | 3  | 90  | 21  | +69  |
| 2    | Glasgow City              | 74  | 32 | 23 | 5 | 4  | 107 | 18  | +89  |
| 3    | Rangers WFC               | 71  | 32 | 22 | 5 | 5  | 139 | 27  | +112 |
| 4    | Celtic Women T            | 62  | 32 | 19 | 5 | 8  | 97  | 30  | +67  |
| 5    | Heart of Midlothian Women | 59  | 32 | 18 | 5 | 9  | 91  | 32  | +59  |
| 6    | Motherwell LFC            | 32  | 32 | 10 | 2 | 20 | 52  | 86  | -34  |
|      |                           |     |    |    |   |    |     |     |      |
| 7    | Partick Thistle           | 42  | 32 | 11 | 9 | 12 | 41  | 50  | -9   |
| 8    | Aberdeen                  | 41  | 32 | 12 | 5 | 15 | 46  | 94  | -48  |
| 9    | Montrose P                | 37  | 32 | 11 | 4 | 17 | 43  | 90  | -47  |
| 10   | Spartans WFC              | 36  | 32 | 11 | 3 | 18 | 43  | 70  | -27  |
| 11   | Queen's Park Women        | 12  | 32 | 3  | 3 | 26 | 16  | 124 | -108 |
| 12   | Dundee United             | 7   | 32 | 2  | 1 | 29 | 23  | 146 | -123 |

| Légende : Qualifications et relégations | Légende : Qualifications et relégations                                                                                    |
| --------------------------------------- | --- |
|                                         | Champion et qualifié pour le 1er tour de qualifications de la Ligue des champions féminine de l'UEFA 2025-2026             |
|                                         | Qualifié pour le 1er tour de qualifications de la Ligue des champions féminine de l'UEFA 2025-2026                         |
|                                         | Barrage de relégation |
|                                         | Relégué |
|                                         | T : Tenant du titre P : Promu C : Vainqueur de la Coupe d'Écosse 2024-2025 L : Vainqueur de la Coupe de la Ligue 2024-2025 |

### Meilleures buteuses
| Rang | Joueuse           | Équipe             | Buts |
| ---- | ----------------- | ------------------ | ---- |
| 1    | Katie Wilkinson   | Rangers            | 39   |
| 2    | Saoirse Noonan    | Celtic             | 25   |
| 2    | Kathleen McGovern | Hibernian          | 25   |
| 4    | Eilidh Adams      | Hibernian          | 24   |
| 5    | Rio Hardy         | Rangers            | 22   |
| 6    | Nicole Kozlova    | Glasgow City       | 21   |
| 7    | Laura Berry       | Rangers/Motherwell | 18   |
| 7    | Brenna Lovera     | Glasgow City       | 18   |
| 9    | Bayley Hutchinson | Hearts             | 16   |
| 10   | Kirsty Howat      | Rangers            | 14   |

## Bilan de la saison
| Championnat d'Écosse de football 2024-2025   |                                           |
| Champion                                     | Hibernian Ladies Football Club (4e titre) |
| Dauphin                                      | Glasgow City Football Club                |
| Coupes et trophées                           |                                           |
| Vainqueur de la Coupe de la Ligue 2024-2025  | Hibernian Ladies Football Club            |
| Qualifications continentales                 |                                           |
| Ligue des champions                          | Hibernian Ladies Football Club            |
| Ligue des champions                          | Glasgow City Football Club                |
| Promotions et relégations                    |                                           |
| Promus en Championnat d'Écosse de football   | Hamilton Academical Women Football Club   |
| Relégués en Championnat d'Écosse de football | Dundee United Women's Football Club       |
| Relégués en Championnat d'Écosse de football | Queen's Park Women                        |
| Relégués en Championnat d'Écosse de football | Spartans Football Club Women's and Girl's |